# Golden Gala Pietro Mennea 2021
Die Golden Gala Pietro Mennea 2021 war eine Leichtathletik-Veranstaltung, die am 10. Juni im Stadio Luigi Ridolfi in Florenz, der Hauptstadt der Toskana, stattfand und Teil der Diamond League war. Es war dies das dritte Meeting dieser Veranstaltungsreihe und wurde aufgrund der Corona-Bestimmungen nach Florenz verlegt und fand damit nicht wie üblich im Olympiastadium in Rom statt.

## Ergebnisse

### Männer

#### 100 m
| Platz | Athlet          | Land | Zeit (s) |
| ----- | --------------- | ---- | -------- |
| 1     | Akani Simbine   | RSA  | 10,08    |
| 2     | Chijindu Ujah   | GBR  | 10,10    |
| 3     | Emmanuel Matadi | LBR  | 10,16    |
| 4     | Yupun Abeykoon  | LKA  | 10,16    |
| 5     | Mike Rodgers    | USA  | 10,25    |
| 6     | Arthur Cissé    | CIV  | 10,35    |
| 7     | Cejhae Greene   | ATG  | 10,39    |
| 8     | Jak Ali Harvey  | TUR  | 10,46    |

Wind: −0,1 m/s

#### 400 m
| Platz | Athlet               | Land | Zeit (s) |
| ----- | -------------------- | ---- | -------- |
| 1     | Anthony Zambrano     | COL  | 44,76    |
| 2     | Davide Re            | ITA  | 45,80    |
| 3     | Matthew Hudson-Smith | GBR  | 45,93    |
| 4     | Zakithi Nene         | RSA  | 46,23    |
| 5     | Ricky Petrucciani    | SUI  | 46,24    |
| 6     | Edoardo Scotti       | ITA  | 46,38    |
| 7     | Vladimir Aceti       | ITA  | 46,55    |
|       | Machel Cedenio       | TTO  | DNF      |

#### 5000 m
| Platz | Athlet                   | Land | Zeit (min)     |
| ----- | ------------------------ | ---- | -------------- |
| 1     | Jakob Ingebrigtsen       | NOR  | 12:48,45 WL AR |
| 2     | Hagos Gebrhiwet          | ETH  | 12:49,02 SB    |
| 3     | Mohammed Ahmed           | CAN  | 12:50,12 SB    |
| 4     | Mohamed Katir            | ESP  | 12:50,79 NR    |
| 5     | Justyn Knight            | CAN  | 12:51,93 PB    |
| 6     | Joshua Cheptegei         | UGA  | 12:54,69 SB    |
| 7     | Birhanu Balew            | BHR  | 12:57,71 SB    |
| 8     | Robert Kiprop Koech      | KEN  | 13:12,56 PB    |
| 9     | Yemaneberhan Crippa      | ITA  | 13:17,96       |
| 10    | Telahun Haile Bekele     | ETH  | 13:18,29 SB    |
| 11    | Stewart McSweyn          | AUS  | 13:20,11       |
| 12    | Isaac Kimeli             | BEL  | 13:21,66       |
| 13    | Muktar Edris             | BEL  | 13:25,98       |
| 14    | Iliass Aouani            | ITA  | 13:28,09 PB    |
| 15    | Matthew Ramsden          | AUS  | 13:32,37       |
|       | Abdalaati Iguider        | MAR  | DNF            |
|       | Henrik Ingebrigtsen      | NOR  | DNF            |
|       | Ryan Gregson (Pacemaker) | AUS  | DNF            |

#### 110 m Hürden
| Platz | Athlet                  | Land | Zeit (s)     |
| ----- | ----------------------- | ---- | ------------ |
| 1     | Omar McLeod             | JAM  | 13,01 WL =MR |
| 2     | Andrew Pozzi            | GBR  | 13,25 SB     |
| 3     | Wilhem Belocian         | FRA  | 13,31 SB     |
| 4     | Devon Allen             | USA  | 13,32        |
| 5     | Shane Brathwaite        | BAR  | 13,46        |
| 6     | Lorenzo Perini          | ITA  | 13,63 SB     |
| 7     | Paolo Dal Molin         | ITA  | 13,64        |
| 8     | Pascal Martinot-Lagarde | FRA  | 14,26 SB     |

Wind: −0,1 m/s

#### 3000 m Hindernis
| Platz                         | Athlet               | Land | Zeit (min) |
| ----------------------------- | -------------------- | ---- | ---------- |
| 1                             | Soufiane el-Bakkali  | MAR  | 8:08,54 WL |
| 2                             | Tadese Takele        | ETH  | 8:10,56    |
| 3                             | Mohamed Tindouft     | MAR  | 8:11,65 PB |
| 4                             | Ahmed Abdelwahed     | ITA  | 8:12,04 PB |
| 5                             | Chala Beyo           | ETH  | 8:12,35 SB |
| 6                             | Osama Zoghlami       | ITA  | 8:14,29 PB |
| 7                             | Djilali Bedrani      | FRA  | 8:15,87 SB |
| 8                             | Yemane Haileselassie | ERI  | 8:16,75 SB |
| 9                             | Louis Gilavert       | FRA  | 8:19,79 PB |
| 10                            | Albert Chemutai      | UGA  | 8:23,96 SB |
| 11                            | Abdelhamid Zerrifi   | FRA  | 8:25,74 PB |
| 12                            | Yohanes Chiappinelli | ITA  | 8:27,86    |
| 13                            | Jean-Simon Desgagnés | CAN  | 8:39,47    |
|                               | Conseslus Kipruto    | KEN  | DNF        |
| Wilberforce Kones (Pacemaker) | KEN                  | DNF  |            |

#### Hochsprung
| Platz | Athlet             | Land | Höhe (m) |
| ----- | ------------------ | ---- | -------- |
| 1     | Ilja Iwanjuk       | ANA  | 2,33     |
| 2     | Brandon Starc      | ITA  | 2,33 SB  |
| 3     | Gianmarco Tamberi  | ITA  | 2,33 SB  |
| 4     | Andrij Prozenko    | UKR  | 2,30 SB  |
| 5     | Mutaz Essa Barshim | QAT  | 2,30 =SB |
| 6     | Maksim Nedassekau  | BLR  | 2,27 SB  |
| 7     | Loïc Gasch         | SUI  | 2,20     |
| 8     | Donald Thomas      | BHS  | 2,20     |
| 9     | Stefano Sottile    | ITA  | 2,16     |

#### Kugelstoßen
| Platz | Athlet            | Land | Weite (m) |
| ----- | ----------------- | ---- | --------- |
| 1     | Tomas Walsh       | NZL  | 21,47     |
| 2     | Armin Sinančević  | SRB  | 21,60     |
| 3     | Leonardo Fabbri   | ITA  | 21,71 SB  |
| 4     | Filip Mihaljević  | CRO  | 21,39     |
| 5     | Michał Haratyk    | POL  | 20,90     |
| 6     | Tomáš Staněk      | CZE  | 20,32 SB  |
| 7     | Zane Weir         | ITA  | 20,06     |
| 8     | Konrad Bukowiecki | POL  | 19,23     |

### Frauen

#### 200 m
| Platz | Athletin           | Land | Zeit (s)    |
| ----- | ------------------ | ---- | ----------- |
| 1     | Dina Asher-Smith   | GBR  | 22,06 MR SB |
| 2     | Marie-Josée Ta Lou | CIV  | 22,58 SB    |
| 3     | Mujinga Kambundji  | SUI  | 22,60 SB    |
| 4     | Dalia Kaddari      | ITA  | 22,86 PB    |
| 5     | Beth Dobbin        | GBR  | 22,88       |
| 6     | Dafne Schippers    | NED  | 23,03       |
| 7     | Gloria Hooper      | ITA  | 23,25 SB    |
| 8     | Sarah Atcho        | SUI  | 24,43 SB    |

Wind: +0,2 m/s

#### 1500 m
| Platz                         | Athletin                    | Land | Zeit (min)    |
| ----------------------------- | --------------------------- | ---- | ------------- |
| 1                             | Sifan Hassan                | NED  | 3:53,63 WL MR |
| 2                             | Faith Kipyegon              | KEN  | 3:53,91 NR    |
| 3                             | Laura Muir                  | GBR  | 3:55,59 SB    |
| 4                             | Gabriela DeBues-Stafford    | CAN  | 4:00,46 SB    |
| 5                             | Winnie Nanyondo             | UGA  | 4:00,84 SB    |
| 6                             | Eilish McColgan             | GBR  | 4:02,12 SB    |
| 7                             | Elise Vanderelst            | BEL  | 2:02,63 NR    |
| 8                             | Lemlem Hailu                | ETH  | 4:03,24       |
| 9                             | Esther Guerrero             | ESP  | 4:03,67 SB    |
| 10                            | Katie Snowden               | GBR  | 4:03,86       |
| 11                            | Gaia Sabbatini              | ITA  | 4:04,23 PB    |
| 12                            | Ciara Mageean               | IRL  | 4:04,32 SB    |
| 13                            | Rababe Arafi                | MAR  | 4:04,72 SB    |
| 14                            | Federica Del Buono          | ITA  | 4:08,58 SB    |
|                               | Aneta Lemiesz (Pacemakerin) | POL  | DNF           |
| Solange Pereira (Pacemakerin) | ESP                         | DNF  |               |

#### 100 m Hürden
| Platz | Athletin              | Land | Zeit (s) |
| ----- | --------------------- | ---- | -------- |
| 1     | Jasmine Camacho-Quinn | PUR  | 12,38 MR |
| 2     | Devynne Charlton      | BHS  | 12,80    |
| 3     | Elwira Herman         | BLR  | 12,85 SB |
| 4     | Megan Tapper          | JAM  | 12,94    |
| 5     | Luminosa Bogliolo     | ITA  | 12,99    |
| 6     | Pia Skrzyszowska      | POL  | 13,03    |
| 7     | Pedrya Seymour        | BHS  | 13,51    |
|       | Elisa Di Lazzaro      | ITA  | DNF      |

Wind: −0,8 m/s

#### 400 m Hürden
| Platz | Athletin            | Land | Zeit (s) |
| ----- | ------------------- | ---- | -------- |
| 1     | Femke Bol           | NED  | 53,44 NR |
| 2     | Hanna Ryschykowa    | UKR  | 54,19 PB |
| 3     | Jessica Turner      | GBR  | 54,79    |
| 4     | Wenda Nel           | RSA  | 55,20    |
| 5     | Sara Slott Petersen | DEN  | 55,21 SB |
| 6     | Linda Olivieri      | ITA  | 55,63 PB |
| 7     | Ayomide Folorunso   | ITA  | 56,92 SB |
| 8     | Tia-Adana Belle     | BAR  | 58,36    |

#### Stabhochsprung
| Platz | Athletin            | Land | Höhe (m) |
| ----- | ------------------- | ---- | -------- |
| 1     | Anschelika Sidorowa | ANA  | 4,91     |
| 2     | Iryna Schuk         | BLR  | 4,71     |
| 3     | Katerina Stefanidi  | GRC  | 4,66     |
| 4     | Angelica Bengtsson  | SWE  | 4,66 SB  |
| 5     | Holly Bradshaw      | GBR  | 4,66     |
| 6     | Robeilys Peinado    | VEN  | 4,66 SB  |
| 7     | Tina Šutej          | SVN  | 4,56     |
| 8     | Angelica Moser      | SUI  | 4,56     |
|       | Roberta Bruni       | ITA  | NM       |

#### Weitsprung
| Platz | Athletin                      | Land | Weite (m) |
| ----- | ----------------------------- | ---- | --------- |
| 1     | Ivana Španović                | SRB  | 6,74      |
| 2     | Malaika Mihambo               | GER  | 6,82 SB   |
| 3     | Maryna Bech-Romantschuk       | UKR  | 6,79 SB   |
| 4     | Chantel Malone                | IVB  | 6,65      |
| 5     | Nastassja Mirontschyk-Iwanowa | BLR  | 6,61 SB   |
| 6     | Larissa Iapichino             | ITA  | 6,45      |
| 7     | Laura Strati                  | ITA  | 6,29      |
| 8     | Caterine Ibargüen             | COL  | 6,10 SB   |

#### Diskuswurf
| Platz | Athletin        | Land | Weite (m) |
| ----- | --------------- | ---- | --------- |
| 1     | Sandra Perković | CRO  | 68,31 SB  |
| 2     | Yaimé Pérez     | CUB  | 66,82     |
| 3     | Kristin Pudenz  | GER  | 64,42     |
| 4     | Marija Tolj     | CRO  | 63,28     |
| 5     | Claudine Vita   | GER  | 62,72     |
| 6     | Liliana Cá      | POR  | 62,30     |
| 7     | Denia Caballero | CUB  | 61,33     |
| 8     | Daisy Osakue    | ITA  | 56,20     |